# Мшальниця
Мшальниця (пол. Mszalnica) — село в Польщі, у гміні Камйонка-Велика Новосондецького повіту Малопольського воєводства.
Населення — 1425 осіб (2011).
У 1975-1998 роках село належало до Новосондецького воєводства.

## Демографія
Демографічна структура станом на 31 березня 2011 року:
|          | Загалом | Допрацездатний вік | Працездатний вік | Постпрацездатний вік |
| -------- | ------- | ------------------ | ---------------- | -------------------- |
| Чоловіки | 702     | 212                | 431              | 59                   |
| Жінки    | 723     | 202                | 397              | 124                  |
| Разом    | 1425    | 414                | 828              | 183                  |